# Александар Лазевски
Александар Лазевски (Вршац, 21. јануар 1988) македонски је фудбалер. Игра на позицији левог бека.

## Клупска каријера

### Партизан
Поникао је у Банату из Вршца, а 2000. године прелази у млађе категорије Партизана. Деби у сениорском фубалу је имао у Партизановој филијали, Телеоптику, током сезоне 2005/06. У први тим Партизана га је увео Мирослав Ђукић у сезони 2007/08. Лазевски је на свом дебију за Партизан, 22. септембра 2007, постигао гол у победи 4:1 на гостовању лучанској Младости. Усталио се у стартној постави Партизана током јесењег дела сезоне 2007/08, након чега је крајем децембра 2007. продужио уговор са црно-белима до лета 2011. Током зимских припрема 2008, Лазевски је сломио метатарзалну кост стопала. Након опоравка од повреде је изгубио место првотимца, па је током пролећног дела забележио само четири наступа у освајању дупле круне.
У јуну 2008. је обновио повреду, након чега је поново отишао на дужу паузу. У зиму 2009. одлази на позајмицу у Телеоптик, где током пролећа 2009. наступа у Српској лиги Београд, а током јесени 2009. у Првој лиги Србије. У јануару 2010. тадашњи тренер Партизана, Горан Стевановић, га враћа међу црно-беле. Лазевски током пролећа 2010. није добио прилику да заигра у Суперлиги, а свој једини наступ у овој полусезони је имао 15. априла 2010. у полуфиналној утакмици Купа Србије против Војводине.
Након повреде Џозефа Кизита, конкурента на позицији левог бека, Лазевски на почетку сезоне 2010/11. добија шансу као првотимац код тренера Александра Станојевића. За црно-беле је дебитовао у међународним утакмицама 14. јула 2010. против јерменског Пјуника у другом колу квалификација за Лигу шампиона. Лазевски је био стандардан првотимац црно-белих на путу ка пласману групну фазу Лиге шампиона. У групи са Арсеналом, Брагом и Шахтјором је на свих шест утакмица провео по 90. минута на терену. У сезони 2010/11. је освојио дуплу круну, након чега је продужио уговор до лета 2013. У наредне две сезоне осваја још две титуле првака Србије, а са црно-белима игра и у групној фази Лиге Европе у сезони 2012/13.

### Каснија каријера
У јуну 2013. је потписао уговор са украјинским прволигашем Говерлом из Ужгорода. За украјински клуб је током првог дела сезоне 2013/14. одиграо само четири утакмице, па се у фебруару 2014. вратио у Србију, где је прослеђен на позајмицу у суперлигаша Рад до краја сезоне. У јануару 2015. потписује уговор са Олимпијом из Љубљане. Након полусезоне у Олимпији, Лазевски се у јулу 2015. враћа у Србију и потписује за суперлигаша Младост из Лучана, у чијем дресу наступа у сезони 2015/16. У јуну 2016. потписује за босанскохерцеговачког премијерлигаша Слободу из Тузле. У екипи Слободе је провео наредне две сезоне, након чега није постигао договор око новог уговора, па је напустио клуб. У августу 2018. се вратио у родни град и потписао за српсколигаша ОФК Вршац.

## Репрезентација
За сениорску репрезентацију Македоније је дебитовао 3. септембра 2010. у квалификационој утакмици за Европско првенство 2012. против Словачке у Братислави. За сениорски тим Македоније је између 2010. и 2013. године одиграо укупно 14 утакмица.

## Трофеји

### Партизан
- Суперлига Србије (5) : 2007/08, 2009/10, 2010/11, 2011/12, 2012/13.
- Куп Србије (2) : 2007/08, 2010/11.